# جوزيف إتش بوتير
جوزيف إتش بوتير (بالإنجليزية: Joseph H. Potter)‏ هو ضابط أمريكي، ولد في 12 أكتوبر 1822 في كونكورد في الولايات المتحدة، وتوفي في 1 ديسمبر 1892 في كولومبوس في الولايات المتحدة.